# Брюс, Дилан
Дилан Брюс (англ. Dylan Bruce, род. 21 апреля 1980) — канадский актёр и модель, наиболее известный по ролям в сериалах «Тёмное дитя» и «Как вращается мир».

## Биография
Брюс родился в Ванкувере, Британская Колумбия, и окончил Вашингтонский университет в Сиэтле, Вашингтон, где и начал карьеру фотомодели.
После переезда в Лос-Анджелес Брюс взялся за развитие актёрской карьеры, начав с роли в дневной мыльной опере «Страсти». В том же году его можно было увидеть в двух эпизодах ситкома «Джоуи» с Мэттом Лебланом в главной роли. В 2006 году Брюс получил роль в одной из серий криминально-драматического сериала «Клан Сопрано», а годом позже — первую регулярную роль на телевидении, в мыльной опере «Как вращается мир», где два года играл Криса Хьюза, став восьмым актёром, исполняющим эту роль.
Также с 2007 по 2012 год Брюс играл в таких телесериалах, как «Лас-Вегас», «C.S.I.: Место преступления Нью-Йорк», «Морская полиция: Спецотдел» и «Бухта». Кроме того, в 2010 году актёр сыграл Майкла Колсона в фильме-катастрофе «Неуправляемый» с Дензелом Вашингтоном и Крисом Пайном в главных ролях.
В 2013—2016 годах Брюс играл одну из основных ролей в сериале «Тёмное дитя» с Татьяной Маслани. В 2013—2014 годах он также исполнял второстепенную роль в сериале «Стрела». В 2014 году Брюс снялся в ремейке фильма «Цветы на чердаке» для канала Lifetime, а затем и в его сиквеле — «Лепестки на ветру». В 2015 году Брюс сыграл второстепенную роль в мини-сериале «Герои: Возрождение», а в 2016 году — в сериале «Американская готика».
В 2017—2018 годах Брюс играл роль Бобо Уинтропа, владельца магического ломбарда, в сериале «Миднайт, Техас». В 2019 году Брюс исполил главную роль в сериале «Убийства». В 2020 году Дилан Брюс сыграл роль офицера разведки Джона Каттера в фильме «Найти и уничтожить», в котором его партнёром стал Сергей Бадюк.

## Фильмография
| Год       |    | Русское название                    | Оригинальное название               | Роль              |
| --------- | -- | ----------------------------------- | ----------------------------------- | ----------------- |
| 2005      | с  | 24 часа: Конспирация                | 24: Conspiracy                      | Мартин Кайл       |
| 2005      | с  | Страсти                             | Passions                            | парень мечты Эдны |
| 2005      | с  | Джоуи                               | Joey                                | официант          |
| 2006      | с  | Клан Сопрано                        | The Sopranos                        | швейцар           |
| 2007      | с  | Лас-Вегас                           | Las Vegas                           | Энтони            |
| 2007      | с  | C.S.I.: Место преступления Нью-Йорк | CSI: NY                             | молодой человек   |
| 2007—2008 | с  | Как вращается мир                   | As the World Turns                  | Крис Хьюз         |
| 2010      | ф  | Неуправляемый                       | Unstoppable                         | Майкл Колсон      |
| 2010—2012 | с  | Бухта                               | The Bay                             | Брайан Нельсон    |
| 2011      | тф | Рождественский роман                | Love’s Christmas Journey            | Майкл             |
| 2011      | с  | Морская полиция: Спецотдел          | NCIS                                | Джастин Фанникер  |
| 2012      | тф | —                                   | Willed to Kill                      | Марк Хенсон       |
| 2013—2014 | с  | Стрела                              | Arrow                               | Адам Доннер       |
| 2013—2016 | с  | Тёмное дитя                         | Orphan Black                        | Пол Дирден        |
| 2014      | тф | Цветы на чердаке                    | Flowers in the Attic                | Барт Уинслоу      |
| 2014      | тф | Лепестки на ветру                   | Flowers in the Attic                | Барт Уинслоу      |
| 2014      | с  | Матадор                             | Matador                             | Габриел           |
| 2015      | тф | Мой лучший роман                    | A Novel Romance                     | Лиам Брэдли       |
| 2015      | с  | Герои: Возрождение                  | Heroes Rebornкапитан Джеймс Дирлинг |                   |
| 2016      | с  | Мотив                               | Motive                              | Ренд Харди        |
| 2016      | с  | Американская готика                 | American Gothic                     | Том Прайс         |
| 2016      | ф  | Поражение в первом раунде           | First Round Down                    | Тим Такер         |
| 2017—2018 | с  | Миднайт, Техас                      | Midnight, Texas                     | Бобо Уинтроп      |
| 2019      | с  | Убийства                            | The Murders                         | Нолан Уэллс       |
| 2020      | ф  | Найти и уничтожить                  | Rearch and Destroy                  | Джон Каттер       |
| 2021      | с  | Частный детектив Магнум             | Magnum, P.I.                        | Мэтт Макгрейди    |
| 2021      | тф | —                                   | The Christmas Promise               | Джо Робертс       |